# Nennhausen
Nennhausen est une commune allemande de l'arrondissement du Pays de la Havel, dans l'ouest du Land de Brandebourg. Elle est bien connue pour le château de Nennhausen. 

## Géographie
Nennhausen se situe sur le versant ouest du Havelländisches Luch, réserve pour les grandes outardes. La commune se trouve à 14 kilomètres à l'est de Rathenow et à 25 kilomètres au nord de Brandebourg-sur-la-Havel. Elle comprend également les villages de Bamme, Buckow, Damme, Gräningen, Liepe, et Mützlitz.
| Rathenow | Stechow-Ferchesar Kotzen | Pessin        |
| Premnitz | Nennhausen               | Märkisch Luch |
|          | Havelsee                 |               |

La gare de Nennhausen se trouve sur la ligne de Berlin à Lehrte.

## Histoire
Buckow et Mützlitz mentionné pour la première fois en 1161, Damme en 1164 (sous le nom de Dambe), Nennhausen en 1304, Bamme en 1348, Liepe en 1304 et Gräningen en 1375.
À l'origine un fief des évêques de Brandebourg, le manoir de Nennhausen passe de la noble famille von Lochow à la famille von Briest en 1694. En 1822, Caroline von Briest (1773–1831), épouse de l'écrivain Friedrich de La Motte-Fouqué, en hérite de son père.
De 1817 jusqu'à 1945, la commune appartenait à l'arrondissement d'Havelland-de-l'Ouest au sein de la province de Brandebourg.

## Personnalités liées à la commune
- Friedrich de La Motte-Fouqué (1777-1843), écrivain, a vécu au château de Nennhausen de 1802 à 1833 ;
- Gustav von Rochow (1792-1847), homme politique et ministre royal prussien, né au château de Nennhausen.